# Oleg Gordijewski

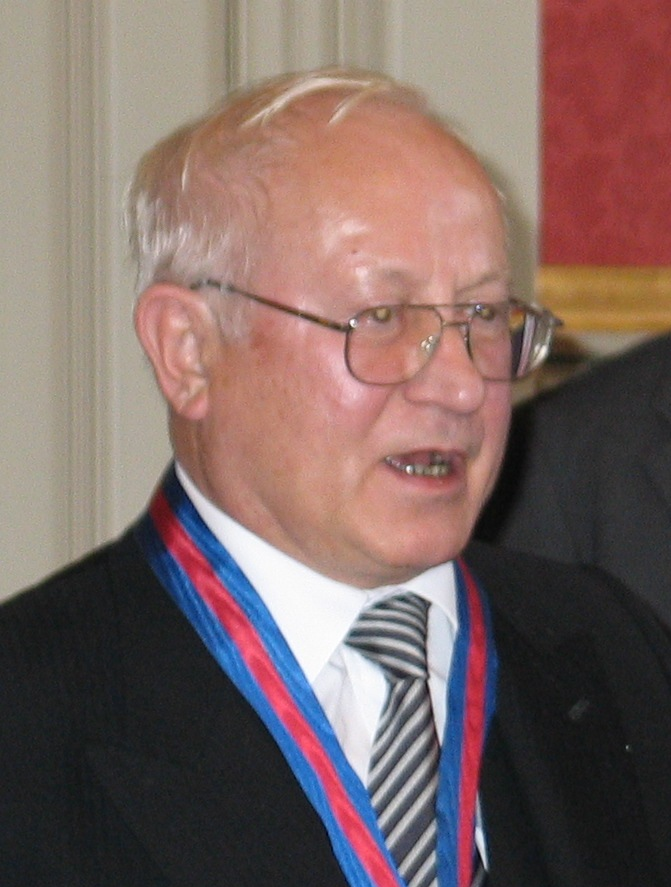
Gordijewski w 2007

Oleg Antonowicz Gordijewski, ros. Олег Антонович Гордиевский (ur. 10 października 1938 w Moskwie, zm. 4 marca 2025 w Godalming w hrabstwie Surrey) – pułkownik Komitetu Bezpieczeństwa Państwowego (KGB) ZSRR, współpracował z wywiadem brytyjskim (MI6) w latach 1974–1985. Został wydany przez Aldricha Amesa, szefa kontrwywiadu CIA na Związek Radziecki, współpracującego z KGB od 1985 roku. Gordijewski był jedynym agentem wskazanym przez Amesa, któremu udało się uciec.

## Życiorys

### Dzieciństwo i nauka
Oleg Gordijewski urodził się w Moskwie. Podczas najcięższych bombardowań lotnictwa niemieckiego pod koniec 1941 roku, przebywał wraz z rodziną w moskiewskim metrze, skąd zostali ewakuowani do Kujbyszewa, a następnie do Przewalska nad granicą z Chinami. Jesienią 1943 roku powrócili do Moskwy.
Naukę rozpoczął w moskiewskiej szkole podstawowej nr 130, którą ukończył w czerwcu 1956 roku, następnie rozpoczął studia na wyższej uczelni, wstąpił do Moskiewskiego Instytutu Stosunków Międzynarodowych, gdzie nauczył się języków obcych i mając o wiele więcej swobody niż zwykły obywatel radziecki, poznał kulturę i życie w Europie Zachodniej. Podczas nauki w Instytucie stał się przedmiotem zainteresowania zamieszkujących osobne piętro dwojga oficerów KGB, zajmujących się werbowaniem kandydatów do KGB. Jeden z nich reprezentował I Zarząd Główny (wywiad zagraniczny).

### Wstąpienie do KGB
Po ukończeniu instytutu w 1962 roku, Gordijewski wstąpił do Komitetu Bezpieczeństwa Państwowego (KGB). Powiedział potem, że powodem wstąpienia w szeregi KGB była chęć wyjazdu za granicę. Określił to następująco:

…Miałem ochotę na służbę w KGB. Częściowo dlatego, że poszedłbym w ślady ojca, a częściowo ponieważ była szansa wyjazdu za granicę, co było największym pragnieniem wszystkich studentów Instytutu. Wszyscy byliśmy świadomi, że Związek Radziecki to wielkie więzienie. Zwykły obywatel radziecki nie miał żadnej szansy wyrwania się za granicę, nikt bowiem nie mógł opuścić kraju bez specjalnego zezwolenia władz, a podanie o paszport musiało przejść przez wydział kadr zagranicznych Komitetu Centralnego. Podróż zagraniczna była wyśnionym marzeniem niemal każdego z nas, co przyciągało ludzi do pracy w KGB.

Oleg Gordijewski wstąpił do KGB w 1962 roku i po rocznym przeszkoleniu rozpoczął pracę w centrali KGB na Łubiance.

### Pierwsze zadania
Jego pierwszym zadaniem była analiza operacji prowadzonych przez tzw. nielegałów (agentów sowieckich zakonspirowanych jako cywilni pracownicy, przedsiębiorcy, naukowcy, artyści itp., w odróżnieniu od dyplomatów, z urzędu niemal kompletnie podporządkowanych wywiadowi ZSRR) w państwach zachodnich. W styczniu 1966 roku wysłano go do Kopenhagi, gdzie miał kierować radziecką siatką wywiadowczą w Danii. Służbę w Kopenhadze pełnił do 1970 roku, a następnie powtórnie od 1973 roku do 1978 roku. Podczas urlopu w Moskwie w 1977 roku Gordijewski wysłuchał inauguracyjnego wykładu Harolda (Kima) Philby’ego (jednego z członków Siatki szpiegowskiej Cambridge) dla funkcjonariuszy akademii KGB.

### Decyzja o współpracy z wywiadem brytyjskim (MI6)
Decyzję o współpracy z zachodnimi służbami wywiadowczymi Oleg Gordijewski podjął pod wpływem wstrząsu, jakim była dla niego inwazja wojsk Układu Warszawskiego z Armią Czerwoną na czele na Czechosłowację w 1968 roku. Działalność szpiegowską na rzecz brytyjskiej Tajnej Służby Wywiadowczej (MI6), rozpoczął podczas pracy w Kopenhadze w 1974 roku.

### Powrót do Moskwy
W 1978 roku Gordijewski wrócił do Związku Radzieckiego, do Moskwy, gdzie przebywał aż do 1982 roku, kiedy skierowano go do pracy w ambasadzie radzieckiej w Londynie.

### Funkcja rezydenta KGB w Londynie
W 1985 roku Oleg Gordijewski objął funkcję rezydenta KGB w Londynie, nadal spotykając się regularnie z prowadzącym go oficerem MI6 i przekazując mu najtajniejsze informacje jakimi dysponował. Lecz jego kariera podwójnego agenta dobiegała końca. Za oceanem, w Waszyngtonie, miało miejsce wydarzenie, którego konsekwencje mogły być śmiertelne dla Gordijewskiego.

### Zdemaskowanie
16 kwietnia 1985 roku do ambasady Związku Radzieckiego w Waszyngtonie wszedł wysokiej rangi oficer CIA, Aldrich Ames, i przekazał tamtejszemu rezydentowi KGB kopertę, w której była kartka z nazwiskami dwóch oficerów KGB współpracujących z CIA i MI6. Za tę informacje Ames zażądał kwoty 50 tysięcy dolarów, którą otrzymał miesiąc później. Jedno z dwóch nazwisk znajdujących się w kopercie brzmiało Oleg Gordijewski.
Kontrwywiad KGB wiedział, że z rezydentury w Londynie wyciekają ściśle tajne informacje. Gordijewski był jednym z głównych podejrzanych, ponieważ był jednym z niewielu, którzy mieli do nich dostęp. Dostarczone z Waszyngtonu przez Aldricha Amesa informacje tylko potwierdziły ich podejrzenia, lecz nadal nie mieli żelaznych dowodów. W maju 1985 roku Gordijewskiego wezwano pod pretekstem poufnej konsultacji do Moskwy. Gordijewski podejrzewając zasadzkę, zastanawiał się, czy jechać, lecz pod namową Brytyjczyków, którzy powtarzali, że nie ma podstaw do niepokoju, postanowił pojechać.
19 maja 1985 roku Gordijewski był już w Moskwie. Przez pierwsze dwa tygodnie nic się nie działo, nikt nie chciał się z nim widzieć, tylko kazano mu czekać. Dopiero 27 maja zadzwonił generał Wiktor Fiodorowicz Gruszko, zastępca szefa I Zarządu Głównego KGB, nakazując Gordijewskiemu stawienie się w daczy generała. Tam poczęstowano go kanapkami i kawą z dodatkiem narkotyków. Następnie oświadczono mu, że jest agentem i pracuje dla Anglików. Przesłuchanie trwało przez 24 godziny. Gordijewski mimo narkotyków nie powiedział nic, co mogło go skompromitować. Następnego dnia został zwolniony i odwieziony do domu.

#### Ucieczka
Mimo całodobowych inwigilacji Gordijewskiemu udało się zgubić śledzących go agentów kontrwywiadu KGB i nawiązał kontakt z przedstawicielami wywiadu brytyjskiego w ambasadzie brytyjskiej w Moskwie, wiedząc że w każdej chwili może być ponownie zatrzymany, jednocześnie przystąpił do przygotowywania ucieczki za granicę. 19 lipca Gordijewski, który miał zwyczaj codziennego uprawiania joggingu, wyszedł z domu w stroju treningowym. Dzięki Brytyjczykom przedostał się do Wielkiej Brytanii, w bagażniku samochodu przez granicę z Finlandią, zostawiając w Moskwie żonę i dwie córki.

### Następstwa
Gordijewski w Londynie pojawił się we wrześniu 1985 roku. Wkrótce z Wielkiej Brytanii wydalono 25 wskazanych przez niego dyplomatów, dziennikarzy i zwykłych obywateli radzieckich. W 1990 roku Władimir Kriuczkow ujawnił, że Gordijewski mógł połączyć się z rodziną rok przed utraceniem władzy przez komunistów w Czechosłowacji. Na zwołanej w Moskwie konferencji prasowej Gordijewski określił propozycję możliwości połączenia z żoną i dziećmi jako kolejny wybieg: „KGB najwyraźniej miało nadzieję, że gdy zobaczę żonę i córki, to dam się przekonać do powrotu do Moskwy”.
Wkrótce po ucieczce na zachód żona Gordijewskiego wystąpiła o rozwód, w przeciwnym przypadku nie miałaby szans na zachowanie pracy i nauki dzieci w szkołach dla uprzywilejowanych. W 1991 roku zezwolono jej na wyjazd ze Związku Radzieckiego, w świetle błysków fleszy wróciła z córkami do męża, ale już w 1993 nastąpił ponowny rozwód.
Gordijewski zamieszkał w Wielkiej Brytanii. Był współautorem, wraz z Christopherem Andrew, obszernej autobiografii: KGB: The Inside Story wydanej w 1990 roku, wydanie polskie KGB 1997 rok. W 1995 roku wydał także książkę pt. Next Stop Execution. The Autobiography of Oleg Gordijevsky, polskie wydanie Ostatni przystanek – egzekucja, Dom Wydawniczy Bellona, Warszawa 2001.

### Śmierć
Zmarł 4 marca 2025 w swoim domu w Godalming w hrabstwie Surrey. Informację o jego śmierci opublikowano 21 marca 2025.